# Milano-Mantova 1935
La Milano-Mantova 1935, settima edizione della corsa, si svolse il 2 giugno 1935 su un percorso di 144 km con partenza a Milano e arrivo a Mantova. Riservata ai dilettanti, fu vinta dall'italiano Vasco Reggianini, che completò il percorso in 3h37'00" precedendo i connazionali Edgardo Scappini e Franco Maggioni. Parteciparono 98 ciclisti.

## Ordine d'arrivo (Top 10)
| Pos. | Corridore        | Squadra            | Tempo    |
| ---- | ---------------- | ------------------ | -------- |
| 1    | Vasco Reggianini | U.C. Modenese      | 3h37'00" |
| 2    | Edgardo Scappini | C. Battisti Milano | s.t.     |
| 3    | Franco Maggioni  | Audace Osnago      | s.t.     |
| 4    | Elio Bavutti     | U.C. Modenese      | s.t.     |
| 5    | Francesco Albani | -                  | a 2'13"  |
| 6    | Arnaldo Denti    | -                  | s.t.     |
| 7    | Alfredo Valli    | -                  | s.t.     |
| 8    | Luigi Mutti      | -                  | a 3'37"  |
| 9    | Ercole Rigamonti | S.C. Comense       | s.t.     |
| 10   | Diomede Lena     | -                  | a 4'42"  |